# Ліхтарна акула колюча
Ліхтарна акула колюча (Etmopterus spinax) — акула з роду Ліхтарна акула родини Ліхтарні акули. Інша назва «оксамиточеревна акула».

## Опис
Загальна довжина досягає 45-47 см, іноді 60 см. Спостерігається статевий диморфізм: самиці більші за самців. Голова невелика. Морда помірно довга. Очі великі. Тулуб товстий. Хвіст недуже довгий. Наділена якістю біолюмінісценції. Печінка доволі масивна, становить 17 % загальної ваги. В ній багато жиру, що забезпечує достатню плавучість. Біля спинних плавців розташовані колючки або шипи. Звідси походить назва цієї акули. Забарвлення спини коричневе. Черево має чорний колір.

## Спосіб життя
Це батіпелагічний вид, тримається мулистого ґрунту. Звичайна на глибині від 300 до 25000 м, іноді трапляється трохи вище — 100—200 м, рідко на 70 м. Веде переважно життя одинака, хоча здатна утворювати невеличкі групи. Живиться донною рибою, кальмарами та ракоподібними. Молоді акуленята дрібною рибою та крилем.
Статева зрілість у самців настає при розмірі 28-33 см, у самиць — 34-36 см. Яйцеживородна акула. Самиця народжує 10-20 акуленят завдовжки 10-12 см.
Середня тривалість життя становить 11 років, іноді досягає 18 років.

## Розповсюдження
Мешкає від Норвегії та Ісландії до Сенегалу та островів Зеленого мису, є також біля берегів Мадейри. Зустрічається також у Гвінейській затоці та біля мису Доброї Надії. Звичайна у Середземному та Адріатичному морях.